# Littoinen

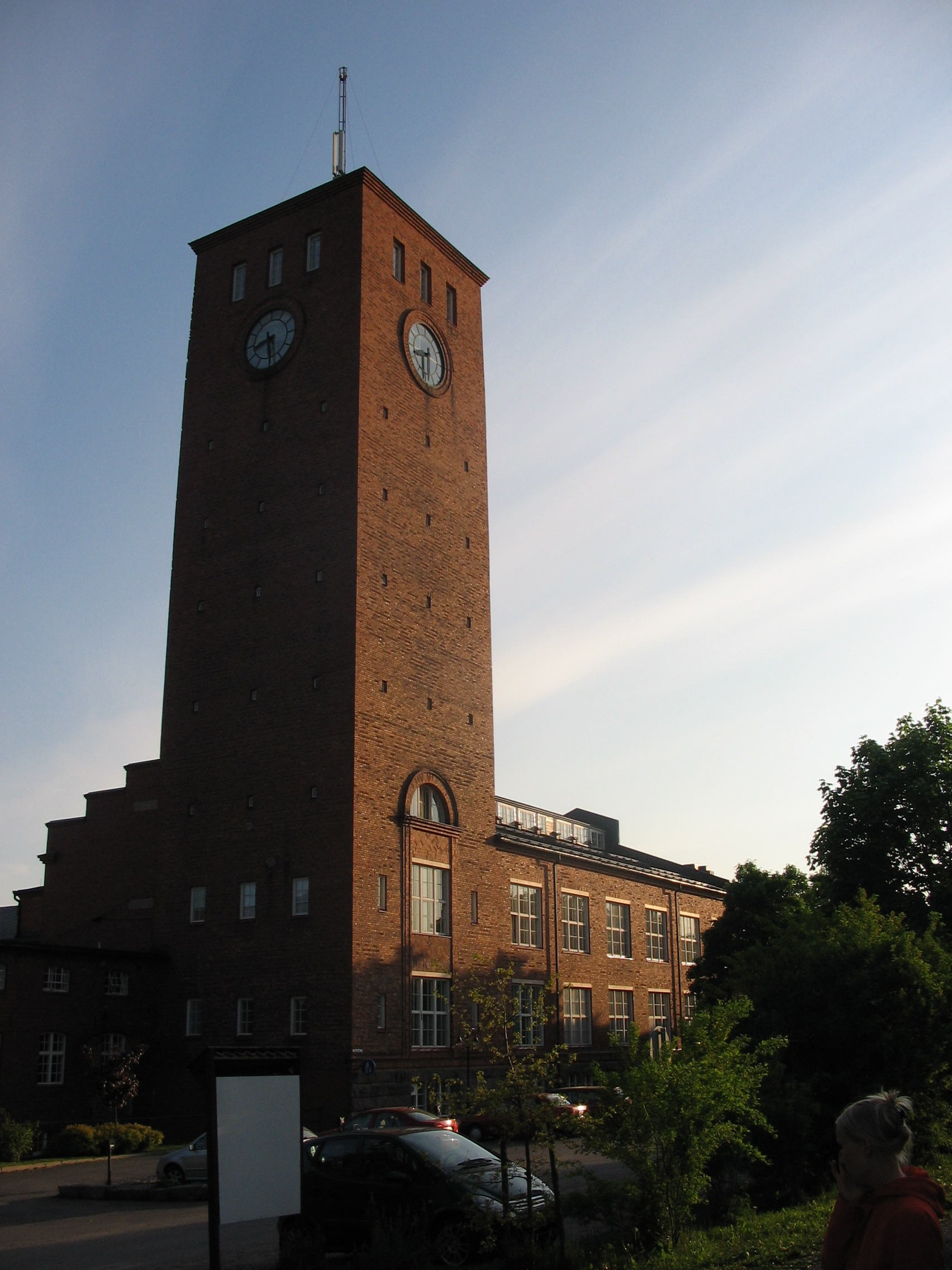
Textilfabrik in Littoinen

Littoinen [ˈlitːɔi̯nɛn] (schwed. Littois) ist eine Ortschaft in der südwestfinnischen Landschaft Varsinais-Suomi. Sie liegt etwa zu gleichen Teilen auf den Gemarkungen der Gemeinden Kaarina und Lieto.

## Geschichte
Der Ort entstand, nachdem die Kaufleute Henrik Rungeen und Esaias Wechter im Jahr 1739 die Erlaubnis erhalten hatten, am Ufer des Sees Littoistenjärvi eine Tuchfabrik zu errichten. Die Textilindustrie hielt sich in Littoinen bis 1969, als das Werk in den Turkuer Stadtteil Raunistula umgesiedelt wurde. Das Werksgelände mit Industriebauten aus dem 19. und 20. Jahrhundert ist heute denkmalgeschützt und ein Wohngebiet.
1899 erhielt Littoinen einen eigenen Bahnhof an der Eisenbahnstrecke von Helsinki nach Turku. 1907 gab es hier ein denkwürdiges Ereignis: Lenin, der vor der russischen Geheimpolizei aus seinem Versteck in Veräjämäki nahe Helsinki geflohen war und sich auf den Weg nach Schweden gemacht hatte, wähnte in seinem Zug auf Höhe von Littoinen russische Agenten anwesend und sprang kurzerhand vom fahrenden Zug, um einer Verhaftung zu entgehen. Leicht verletzt erreichte er zu Fuß Turku, wo er wiederum untertauchen konnte. Heute erinnert an ihn eine Plakette am mittlerweile stillgelegten Bahnhofsgebäude.
Koordinaten: 60° 26′ N, 22° 24′ O